# 한국사회적기업진흥원
한국사회적기업진흥원(韓國社會的企業進興院, Korea Social Enterprise Promotion Agency)은 사회적 기업의 설립·운영을 지원하고 이와 관련된 민간의 활동을 촉진하여 사회서비스를 확충하고 새로운 일자리를 창출함으로써 사회통합과 국민의 삶의 질 향상에 이바지함을 목적으로 한다. 사회적기업 육성법에 의거 2010년 설립된 정부출연기관으로 고용노동부 산하의 기타공공기관이다.

## 주요기능 및 역할
- 사회적 기업의 창의적이고 다양한 성공모델을 발굴·홍보
- 경영 컨설팅, 사회적기업가 교육 등 사회적기업을 위한 소프트웨어 제공
- 사회적기업을 위한 자본시장 기반을 조성하고 프로보노 활성화를 지원
- 사회적기업에 대한 인증을 지원하고 주기적인 실태조사 및 분석을 통해 사회적기업 발전 환경 조성
- 청년 등 사회적기업가 육성사업 등 정부의 사회적기업 관련 사업 수행
- 지방자치단체의 사회적기업 육성을 지원하고 기업·NGO 및 종교계 등과 협력하여 민간의 사회 공헌과 사회적기업의 연계 모델을 발굴하는 등 사회 각계각층에서 사회적기업 발전에 기여할 수 있는 기반 마련

## 연혁
- 2010년 6월: 사회적기업육성법 개정, 진흥원 설립근거마련
- 2010년 7월: 한국사회적기업진흥원 설립위원회 구성, 진흥원 정관 및 제규정 제정
- 2010년 12월: 한국사회적기업진흥원 설립, 초대 원장 임명(류시문)
- 2011년 1월: 직원 33명 임명, 업무 개시
- 2011년 2월: 한국사회적기업진흥원 출범식 개최

## 조직

### 원장
- 감사
- 이사회

#### 기획관리본부
- 기획홍보팀
- 경영지원팀

#### 사회적경제지원실
- 정책연구팀
- 사업개발팀
- 사회가치팀

#### 창업육성본부
- 인증평가팀
- 창업지원팀
- 성장지원팀

#### 지속성장본부
- 판로지원팀
- 자원연계팀
- 네트워크지원팀

#### 협동조합본부
- 제도지원팀
- 설립지원팀
- 협력운영팀

## 같이 보기
- 사회적 기업